# Ndalambo
Ndalambo (Ndalembo) è una circoscrizione rurale (rural ward) della Tanzania situata nel distretto di Momba, regione di Mbeya. Conta una popolazione di 11 693 abitanti (censimento 2012).